# Manfred J. M. Neumann

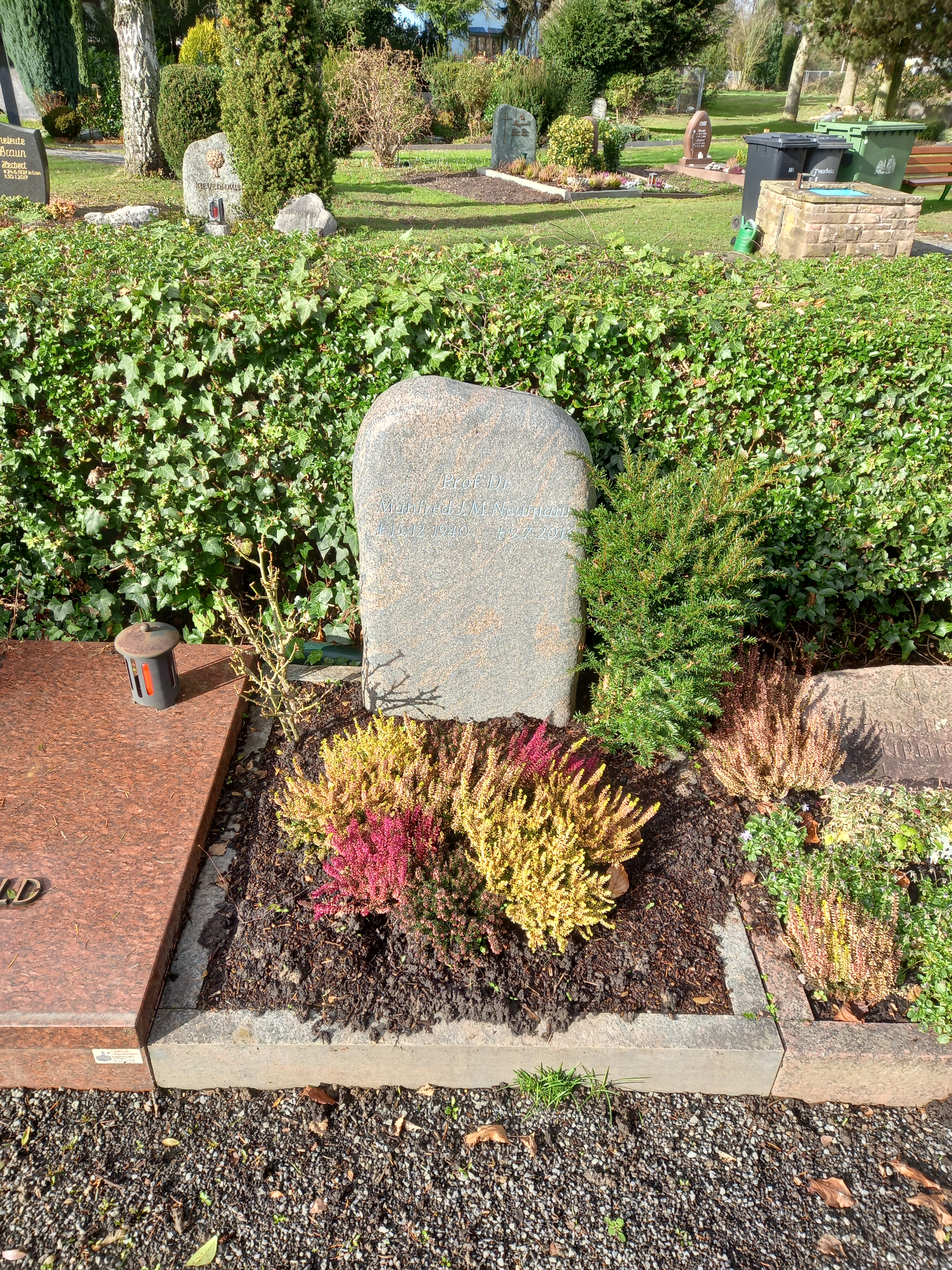
Das Grab von Manfred J. M. Neumann auf dem Friedhof Mehlem in Bonn

Manfred Johann Michael Neumann (* 15. Dezember 1940 in Berlin-Zehlendorf; † 9. Juli 2016 in Bonn) war ein deutscher Ökonom und Professor an der Universität Bonn.

## Leben und Wirken
Neumann studierte Volkswirtschaftslehre an den Universitäten Göttingen, Erlangen-Nürnberg und Marburg und wurde dort 1966 bei Karl Paul Hensel promoviert. Nach wissenschaftlichen Tätigkeiten bei der Deutschen Bundesbank, der Universität Konstanz, der Carnegie Mellon University in Pittsburgh und an der Freien Universität Berlin (Professor für Geldtheorie und Geldpolitik; Forschungsaufenthalte in Washington D.C., St. Louis und Japan) folgte er 1981 einem Ruf an die Universität Bonn. Dort war er bis zu seiner Emeritierung im Jahre 2006 Professor für wirtschaftliche Staatswissenschaften und Wirtschaftspolitik sowie geschäftsführender Direktor des Instituts für internationale Wirtschaftspolitik. Zudem war er von 1996 bis 2000 Vorsitzender des Wissenschaftlichen Beirates beim Bundesministerium für Wirtschaft.
Neumann zeichnete sich insbesondere durch seine Beiträge zur Inflationstheorie und Geldpolitik aus. Laut Handelsblatt galt er als einer der bedeutendsten noch lebenden deutschsprachigen Ökonomen im Ruhestand. Der bekannteste seiner Doktoranden ist derzeit Jens Weidmann. Er war einer von 136 deutschen Wirtschaftsprofessoren, darunter Roland Vaubel, Hans-Werner Sinn, Juergen B. Donges, Bernd Lucke und Georg Milbradt, die kurz vor den Bundestagswahlen im September 2013 in einem Aufruf der Europäischen Zentralbank (EZB) rechtswidrige monetäre Staatsfinanzierung vorwarfen. Neumann war bereits 1992 Mitunterzeichner des eurokritischen Manifests Die währungspolitischen Beschlüsse von Maastricht: Eine Gefahr für Europa.
Von 1992 bis 2011 war Neumann Mitglied im Kronberger Kreis und von 2006 bis 2010 Präsident der Nordrhein-Westfälischen Akademie der Wissenschaften. Er war auch Mitglied der Deutschen Akademie der Technikwissenschaften (acatech) und der Deutschen Akademie der Naturforscher Leopoldina (seit 1999).
Neumann war verheiratet und hatte zwei Kinder.